# 维希滕
维希滕（德语、法语：Vichten）是卢森堡中部的一个市镇和小镇，属于雷当日县。 
该镇是大型羅馬別墅的所在地，里面有保存完好的大型镶嵌画。镶嵌画原作在卢森堡城的國立歷史與藝術博物館展出。在维希滕看到其复制品。 

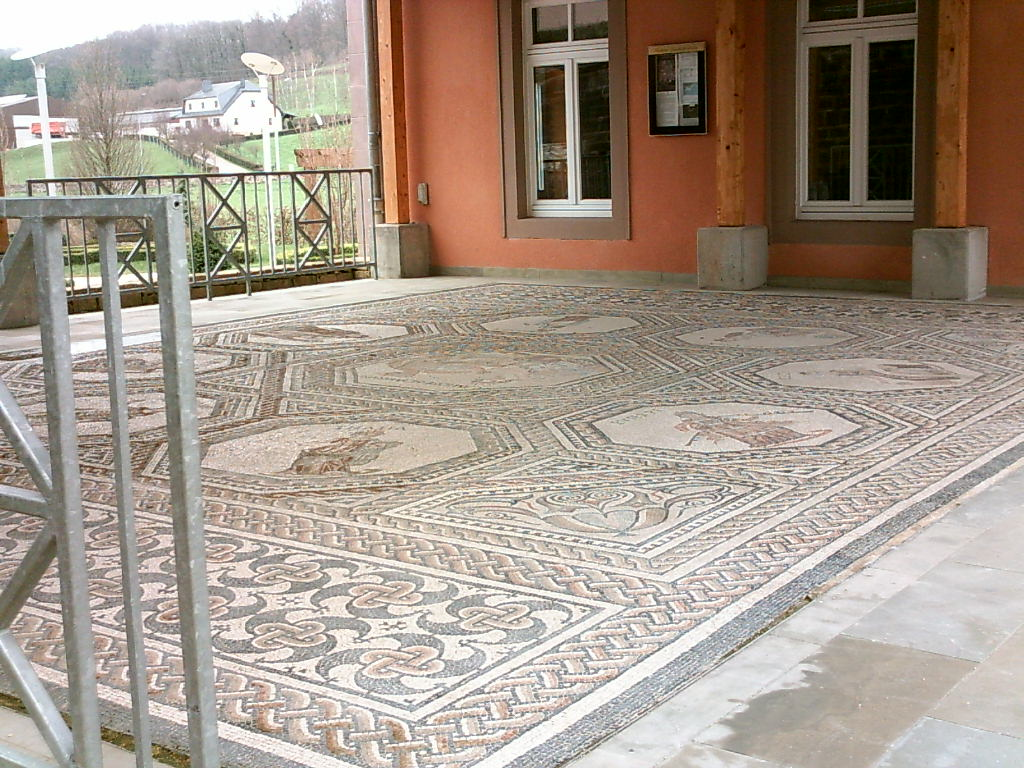
维希滕罗马镶嵌画的复制品